# Кафяв капуцин
Кафявият капуцин (Cebus apella) е маймуна от семейство Капуцинови.

## Разпространение и местообитание
Това е един от най-широко разпространените видове примати в Южна Америка.
Местообитанията включват горите на тропическите и субтропическите зони на континента. Този вид маймуни, подобно на останалите от рода, са социални животни, формиращи групи от по 8 до 15 индивида.

## Хранене
Кафявите капуцини са всеядни животни, хранещи се както с плодове, така и с безгръбначни и дори малки гръбначни животни.